# Villa Epecuén
Koordinaten: 37° 8′ S, 62° 49′ W
Villa Epecuén war eine argentinische Touristenstadt am Lago Epecuén etwa 600 km südwestlich von Buenos Aires, gelegen im Partido Adolfo Alsina in der Provinz Buenos Aires.

## Geschichte

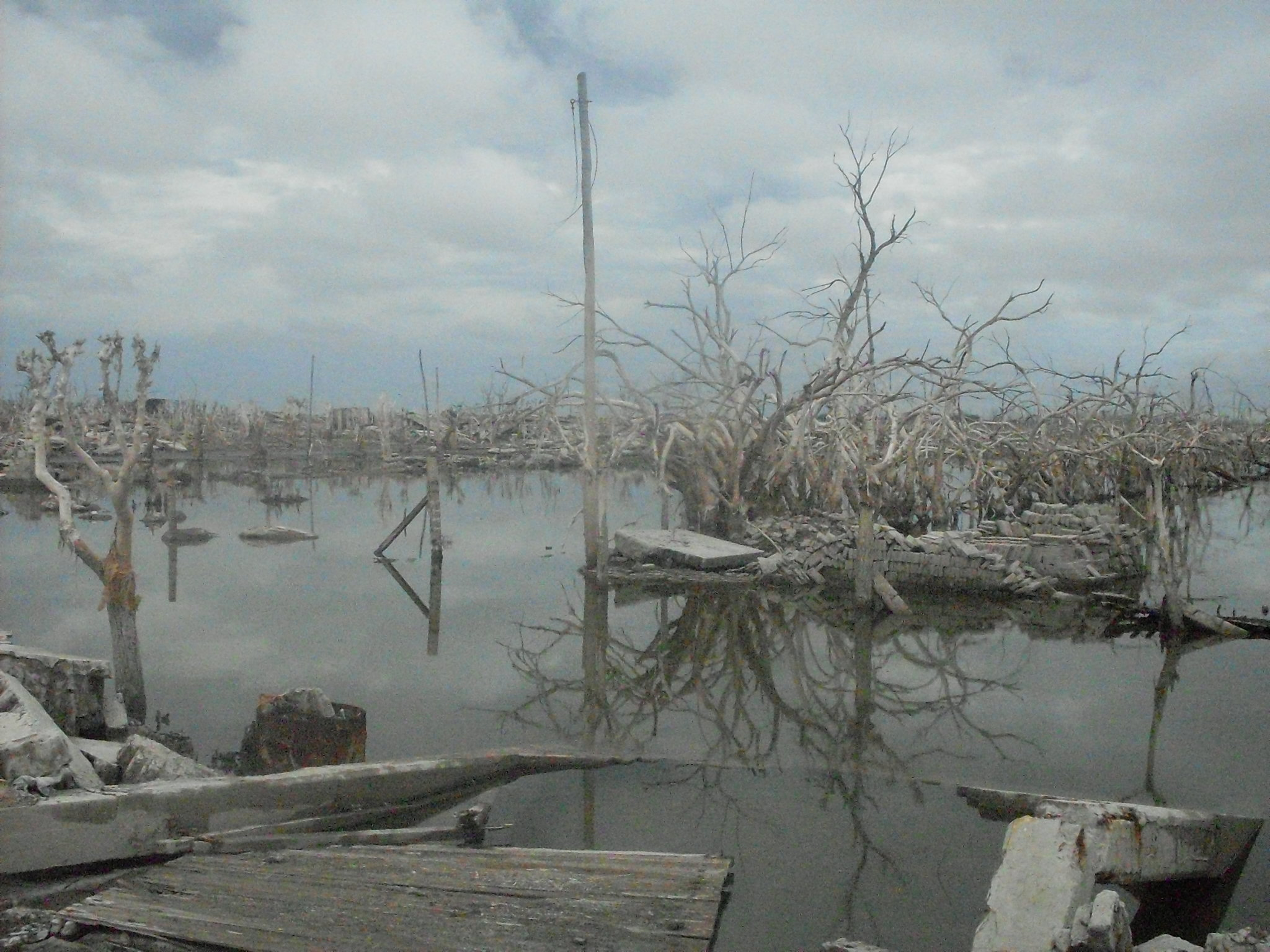
Villa Epecuén 2009

Der Ort wurde offiziell am 23. Januar 1921 gegründet. Die Basis der wirtschaftlichen Entwicklung der kleinen Stadt war der nahegelegene Lago Epecuén, ein See, dessen Wasser nach dem Toten Meer den zweithöchsten Salzgehalt aufwies. Zunächst sollte das Salz gewonnen und als Produkt nutzbar gemacht werden. Parallel jedoch sprach sich die therapeutische Wirkung des Wassers herum und bald blühte Villa Epecuén touristisch auf. Mit dem Gesundheitstourismus kamen Hotels, Restaurants und Freizeiteinrichtungen. Der Boom wurde durch den Zweiten Weltkrieg noch verstärkt, da nun die Kurorte in Europa von Südamerika aus nicht mehr oder nur unter großen Gefahren erreichbar waren. Zeitweise kamen auf die rund zweitausend Einwohner fünftausend Gäste, und die Stadt erhielt eine direkte Eisenbahnanbindung nach Buenos Aires.

## Kanalbau

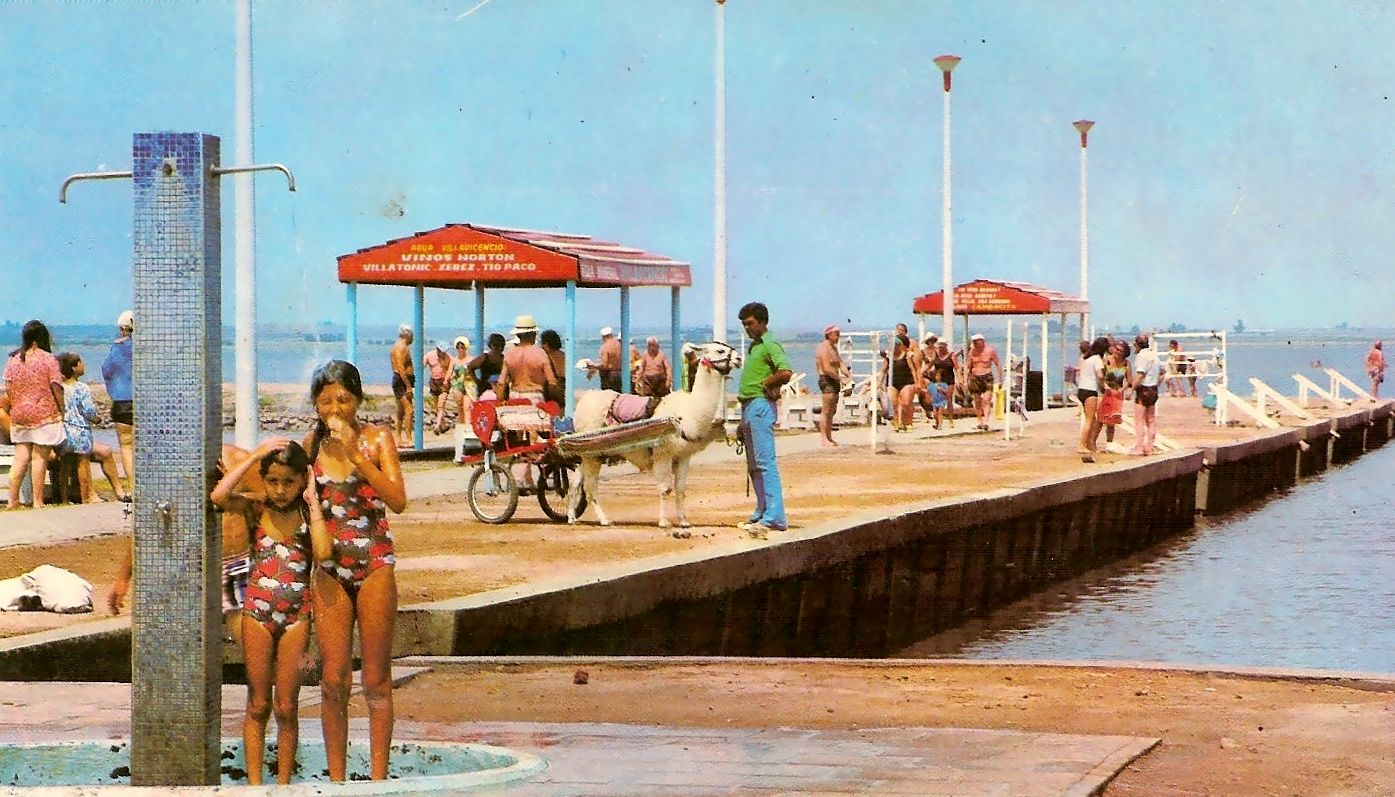
Epecuén in den 1980er Jahren

Da die 1930er und 1940er Jahre sehr niederschlagsarm waren, schrumpfte der Lago Epecuén ständig. Um den Badebetrieb in Villa Epecuén aufrechterhalten zu können, beschloss die Regierung der Provinz Buenos Aires den Bau des 25 Kilometer langen Ameghino-Kanals. Dieser sammelte Wasser aus weiter entfernten Seen und Flüssen und leitete es in ein System von sechs großen Seen, deren letzter der Lago Epecuén war. Dadurch sank zwar der Salzgehalt im See, der Hauptgrund für den Besucherstrom, aber das erschien gegenüber der weiteren Verlandung des Sees als das kleinere Übel. In den 1980er Jahren stiegen die Niederschlagsmengen wieder stark an.

## Untergang
1985 führten ungewöhnlich starke Regenfälle über Wochen zu einem stetigen Ansteigen des Wasserspiegels im See, der nur über einen kleinen, schlecht gewarteten Abfluss verfügte. Am 10. November 1985 brachen schließlich die Lehmdämme bei Villa Epecuén an mehreren Stellen und das Wasser ergoss sich in die Stadt. Binnen Stunden versank die Stadt in den Fluten und musste aufgegeben werden. Ein Wiederaufbau schien unmöglich und so versank Villa Epecuén für 25 Jahre im See.

## Villa Epecuén heute

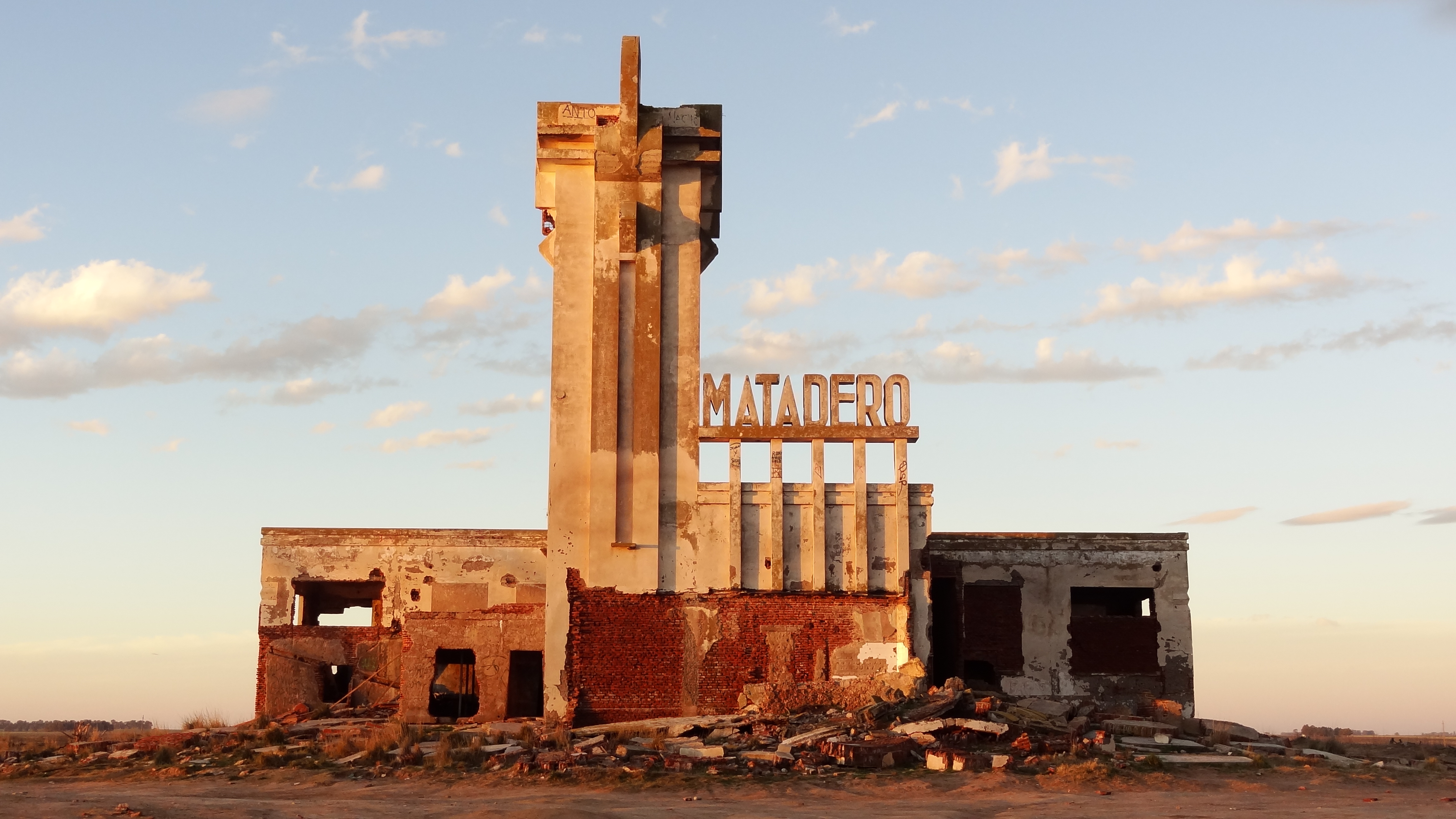
Ruine des alten Schlachthofes

Seit 2009 zieht sich das Wasser durch regionale Regenarmut wieder zurück und gibt die Reste der Stadt frei. Sie zeigt sich verwüstet, aber gleichzeitig auch als Momentaufnahme des Tages ihres Untergangs. Straßen, Fahrzeugwracks, Möbel, Spielzeug und Werbetafeln blieben salzverkrustet erhalten und bieten einen unwirklichen Anblick. Reste von Bäumen scheinen auf ihren freigelegten Wurzeln zu stehen und am Stadtrand bietet die Ruine der ehemaligen Schlachterei ein beliebtes Fotomotiv.

## Film
Der erste, den Bauwerken des argentinischen Architekten Francisco Salamone gewidmete Teil von Heinz Emigholz’ 2021 gedrehtem Film Schlachthäuser der Moderne endet mit Aufnahmen aus Epecuén.